# Olmen

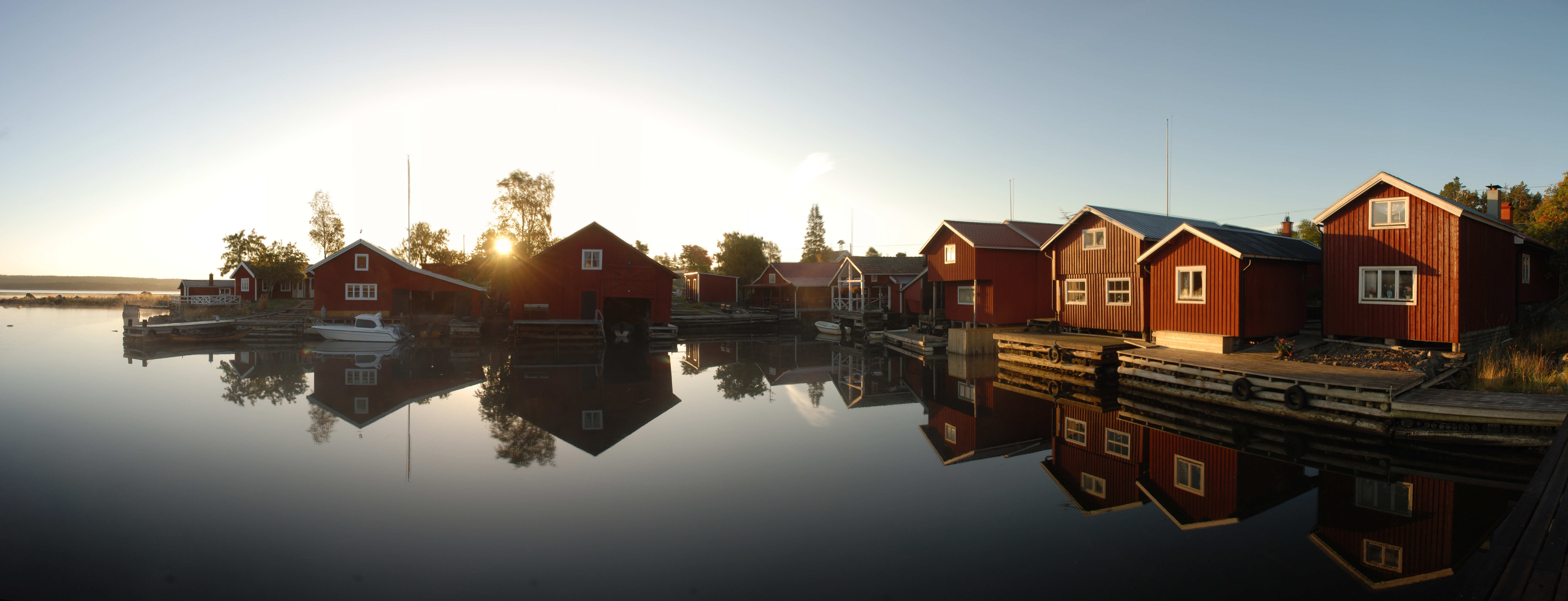

Olmen är en ö och fiskeläge i Hudiksvalls kommun, Gävleborgs län. Ön är delad mellan Hälsingtuna socken och Idenors socken

## Allmänt
Olmen är en ö (egentligen två öar): (Tunaolmen och Idenorsolmen) med fiskeläge ytterst i Hudiksvalls skärgård vid Bottenhavets kust. Namnet Olmen kommer troligen från ordet “holmen”, där ett h har fallit bort. Öarna är allmänningar till socknarna Hälsingtuna respektive Idenor och har varit säsongvis bebodda av fiskare under flera hundra år. Numera har yrkesfisket praktiskt taget försvunnit och de flesta som vistas på Olmen är sommarboende.

## Geografi och natur
Tunaolmen har skyddad hamn, gästbrygga och kapell i fiskeläget. Idenorsolmen är idag obebodd, men i Gammelhamnen på öns östsida finns bebyggelserester som vittnar om att människor bott och arbetat här tidigare. Troligen övergavs bosättningen på Idenorsolmen redan under 1700-talet när landhöjningen grundade upp den dåvarande hamnbassängen. Dagens fiskeläge på Tunaolmen är känt åtminstone från mitten av 1600-talet.
Tunaolmen är ca 3,5 x 2 km, Idenorsolmen något mindre. Båda Olmarna är kuperade och når som mest upp till drygt 50 meter över havet. Marken består mestadels av morän. Vid stränderna finns klapperstensfält och mäktiga strandvallar. Öarnas inre består av barrblandskog med gran och tall. I sänkor ligger små myrar och tjärnar. Större delen av skogen – stränderna och klapperstensfälten undantagna – brukas sedan lång tid tillbaks och skogens ålder är därför varierande.

## Historia
Olmens historia är starkt förknippad med fiske. I modern tid hade skötfisket efter strömming sin guldålder i början och mitten av 1900-talet, framför allt under de båda världskrigen, när priserna var goda och segel och åror ersattes av de första tändkulemotorerna. Samtidigt började öarna upptäckas av sommargäster från staden, som hyrde in sig hos fiskarbefolkningen eller lät bygga egna sommarhus.
Under de senaste 50 åren har det småskaliga strömmingsfisket successivt klingat av. År 1956 fanns nio båtlag på Tunaolmen, och ännu på 1960-talet var en handfull fiskare verksamma. Sedan tog det industriella trålfisket över. De flesta människor som man möter på Olmen idag är ättlingar till fiskare eller tidigare generationers sommargäster, även om några nya familjer också har erablerat sig på ön under senare år genom förvärv av sommarhus eller fiskeställen.

## Bebyggelse
Fram till år 2000 stod alla hus och stugor på ofri grund på sockenallmänningen. Då avstyckades den bebyggda delen av ön närmast fiskehamnen till en egen fastighet som numera ägs och förvaltas av en samfällighet - Olmens samfällighetsförening. De flesta hus avstyckades i samband med detta till egna fastigheter. Idag finns ca. 35 fastigheter på ön.

## Olmens kapell
Olmens kapell är det yngsta av sju fiskarkapell i Hudiksvalls skärgård, invigt den 4 augusti 1956 av ärkebiskopen Yngve Brilioth. Kapellet har ingången i väster, långhus och en utbyggd sakristia i öster. Exteriören består av ljusgrå träpanel. Sadeltaket är tegeltäckt och kröns av takspiror utfördas smeden Johan Johansson. Vid västgaveln är klockstapeln i järn fäst.
Inredningen är i trä och samtida med kapellet. Dopfunten med silverskål och kapellets klocka har skänkts av företag i Hudiksvall. Ett vikingaskepp hänger som votivskepp från taket. Varje år firas en gudstjänst under högsommaren (”prästhelg”) och en ljusmässa med musikunderhållning sista lördagen i augusti. Olmens kapell används också som möteslokal och för konserter under sommaren.